# Football Agglomération Carcassonne
 (novembre 2022).
Pour les articles homonymes, voir FAC.
Maillots
Le Football Agglomération Carcassonne, abrégé en FA Carcassonne ou FAC, est un club de football français fondé en 1947 et basé à Carcassonne.
Durant ses quarante premières années d’existence, le club va évoluer dans l'anonymat de la Ligue du Midi puis de la Ligue du Languedoc-Roussillon sous différents noms au gré des fusions avec d'autres clubs du Carcassonnais. Ce n'est qu'à partir de 1988 et la fusion avec le Racing Athlétic Carcassonnais que l'histoire du club décolle réellement. Après avoir obtenu le titre de Division d'Honneur Régionale en 1990, puis celui de Division d'Honneur en 1994, le club va évoluer pendant treize saisons en CFA 2 avant de retrouver le championnat de la Ligue en 2007.
Alors qu'ils évoluaient en Régional 1 depuis la saison 2007-2008, les « Facois », surnom donné aux joueurs du club, sont relégués en Régional 2 à l'issue de la saison 2023-2024.
Les équipes fanion et réserve disputent leurs rencontres à domicile au stade Jean-Claude Mazet à Carcassonne.

## Histoire

### Les prémices du football carcassonnais (1920-1975)
Le FAC est l'héritier d'un certain nombre de clubs qui ont jalonné l'histoire du football carcassonnais qui a commencé timidement avant-guerre avec la création en 1920 du Club Olympique Carcassonnais, mis en sommeil en 1925, puis avec la création en 1932 du Football Association Carcassonne Cité qui devient la section football de l'AS Carcassonne en 1939.
Ce n'est qu'après-guerre, en 1947, que le football s'implante de manière pérenne à Carcassonne avec la fondation officielle du Club Olympique Carcassonnais qui s'installe dans les championnats de la Ligue du Midi. Évoluant alors au stade de Domairon, le COC reste le club phare de la ville durant trois décennies et ce malgré l'apparition et la disparition d'autres clubs carcassonnais.

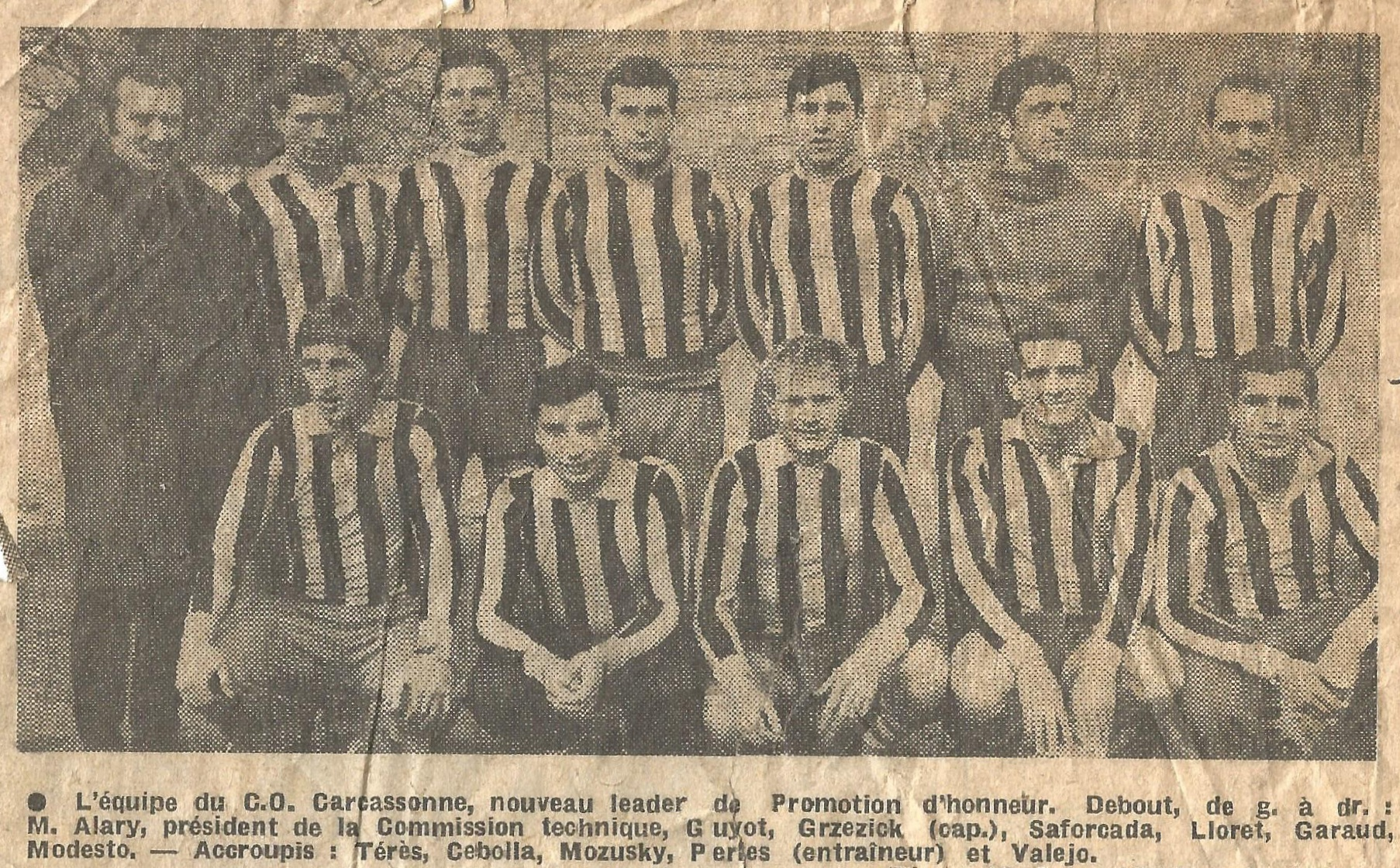
Équipe du C.O Carcassonnais en 1968

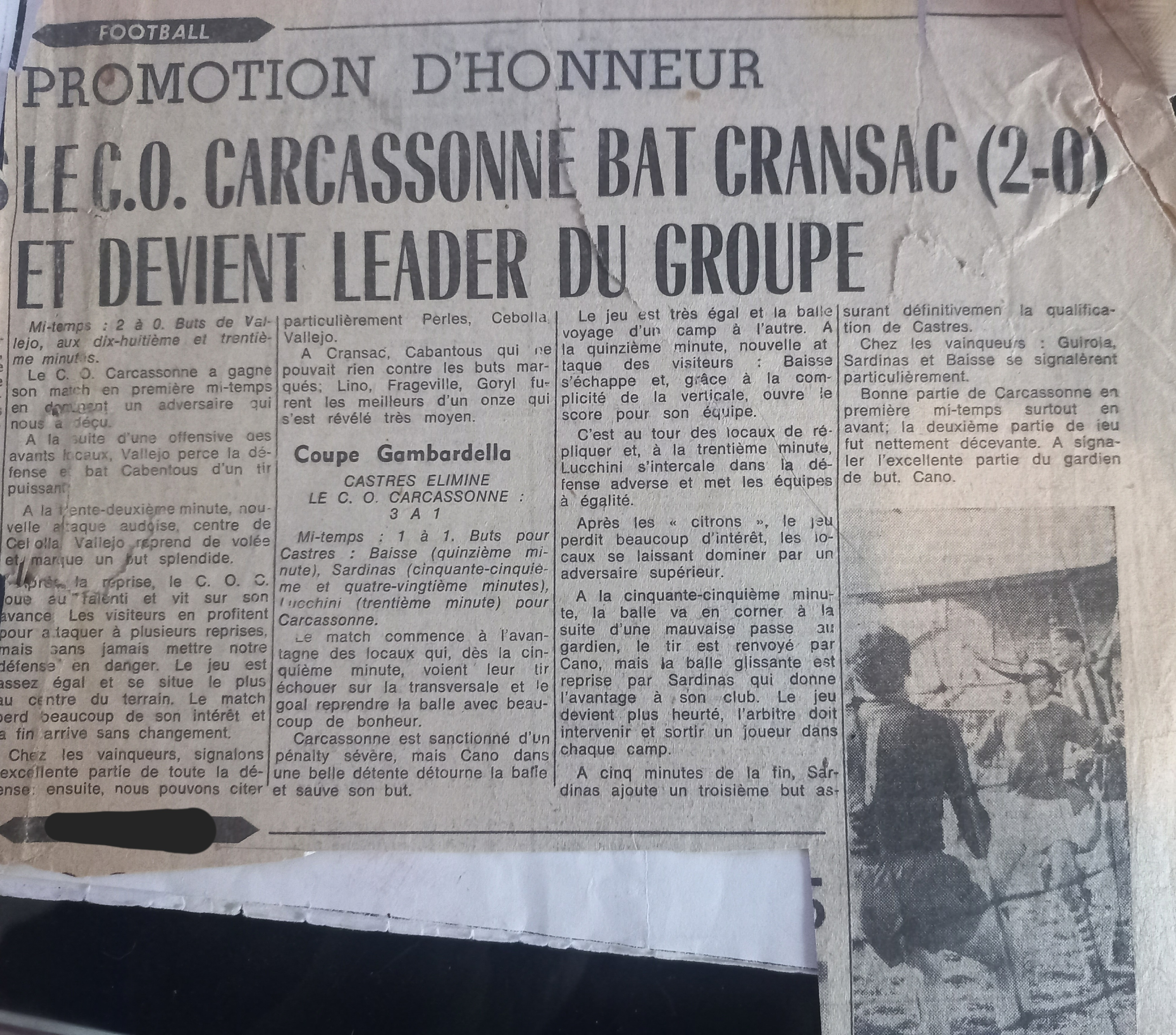
Victoire 2-0 sur Cransac

### Intégration en ligue du Languedoc-Roussillon (1975-1988)
En 1975, le Club Olympique Carcassonnais fusionne avec le Football Club Carcassonnais et le Fajac Athlétic Club, donnant naissance à l'Entente Sportive Carcassonnaise. Le club poursuit son chemin en Ligue du Midi jusqu'en 1979, lorsque le district de l'Aude quitte la Ligue du Midi, absorbe le Narbonnais et intègre la nouvelle Ligue du Languedoc-Roussillon.
L'ESC, présidée par Claude Rauffaste, joue désormais au stade Saint-Jacques, qui deviendra plus tard le stade Jean-Claude Mazet, du nom d'un rugbyman de l'USC décédé lors d'un accident de jeu sur cette pelouse. Les carcassonnais accèdent à la Division d'Honneur en 1980 mais redescendent immédiatement en Division d'Honneur Regionale, puis en 1982, le club fusionne avec le Carcassonne XI pour devenir le Carcassonne Football Club.
Dans le même temps, le Racing Athlétic Carcassonnais, avec près de 400 licenciés, devient la première école de football de la ville et place ses équipes de jeunes au meilleur niveau régional. La complémentarité entre le CFC évoluant en DHR et le RAC formant énormément de jeunes prometteurs, paraît si évidente que les deux présidents, Jean Scotto et Gilbert Slawig, décident de les réunir en 1987.

### Création du FAC et accession en championnat national (1988-1999)
Ce nouveau club voit le jour le 4 mai 1988 sous le nom du Football Athlétic Carcassonnais. Sous la présidence de Jean Scotto, assisté de Gilbert Slawig (président délégué) et de Jean-Jacques Spieser (directeur sportif), l'équipe entraînée par Paul Cambolive accède à la Division d'Honneur dès 1990. Jean Scotto qui doit quitter Carcassonne laisse la main à Jean Labadie à la tête du club.
En 1993, la réserve monte en DHR, et les équipes de jeunes poursuivent leur progression sous la houlette de Jean-Jacques Boffelli, avec en tête de proue les moins de 17 ans qui accèdent au championnat national, montrant l'exemple à l'équipe première qui, sous l'impulsion du tandem Jean Labadie-Jean-Jacques Spieser et entraînée par Jean-Pierre Laverny accède l'année suivante à la Nationale 3. En 1997, l'équipe des moins de 19 ans atteint les trente-deuxièmes de finale de la Coupe Gambardella (défaite aux tirs au but face à l’EF Bastiaise).
Après le décès de Jean Labadie en 1998, le club est en grande difficulté mais se maintient en CFA 2 grâce à de jeunes espoirs soudés autour du président Patrick Janot, de l'entraîneur Régis Banquet et de leur capitaine Badr Zouggagh, considéré par les médias locaux comme « emblématique »,.

### La fusion et les épopées en Coupe de France (1999-2004)
Au printemps 1999, le FAC fusionne avec le club du quartier de Villalbe d'André Arribaud. Le tandem Patrick Janot-Régis Banquet est reconduit à la tête du Football Association Carcassonne Villalbe nouvellement créé, dont Jacques Perallon devient le directeur sportif. Le nouveau club va immédiatement se faire remarquer en réalisant durant deux saisons de remarquables parcours en Coupe de France, sous les présidences successives de Patrick Janot et de Jacques Grévoul et sous la direction de Régis Banquet. Après avoir perdu aux tirs au but, face au FC Istres de Jean Castaneda lors du huitième tour en 1999, l'équipe de Régis Banquet atteindra les 1/32e de finale en 2000 puis les 1/8e de finale en 2001, où le FC Nantes alors tenant du titre, viendra par deux fois l'emporter dans un stade Albert Domec à guichet fermé. Un fort engouement se manifeste alors autour du club dont la section jeunes, sous la direction technique de Gérard Ratabouil, demeure l'une des meilleures du Languedoc-Roussillon.
Par la suite, sous des présidences de Patrick Maillard, de Jean-Pierre Sabathe et de Bernard Durand, l'équipe va continuer son chemin en CFA 2, entraînée par Gilles Gomez et Bruno Iglesias puis par Karim Aït-Ouaret.

### Dernier défi et retour sur terre (Depuis 2004)
En 2004, Jacques Perallon et Paul Escourrou accèdent à la présidence et appellent Serge Gomez pour diriger l'équipe. Après avoir joué la montée en 2005, le FACV connait les affres de la descente en Division d'Honneur en 2007 au terme de treize saisons en CFA 2. En parallèle, sa section jeunes connait un déclin sans précédent.
Sous l'autorité de Serge Gomez, devenu directeur sportif, et sous les directions successives de David Le Frapper, du tandem Guiraud-Barclay et de Serge Gallardo, l'équipe se stabilise en Division d'Honneur avec des joueurs du cru. Mais l'état des finances contraint le club à réduire fortement son budget, ce qui entraîne le départ de quelques éducateurs et de nombreux joueurs. C'est dans ce contexte difficile que le trésorier général Jean-Claude Salmon, ancien éducateur et dirigeant, accède à la présidence en 2009 et assure pendant deux saisons la stabilité du club avec Serge Gomez puis Eric Valognes comme directeur sportif et Serge Gallardo comme entraîneur. Lors de sa dernière saison sur le banc, Serge Gallardo conduit son équipe à la 5e place du classement, assez loin du FC Sète qui remonte en CFA 2.
En 2013, sous l'impulsion du président Lucien Flamant et de son équipe dirigeante, le FACV devient le Football Agglomération Carcassonne. Le club adopte par la même occasion la devise "Plus que du foot".

## Image et identité
Le nom du club a subi de nombreux changements tout au long de son histoire au fil des différentes fusions. Initialement Club Olympique Carcassonnais le club devient l'Entente Sportive Carcassonnaise lorsqu'en 1975, il fusionne avec le Football Club Carcassonnais et le Fajac Athlétic Club.
En 1982 le club carcassonnais devient le Carcassonne Football Club à la suite de sa fusion avec le Carcassonne XI, puis dès 1988 il change encore de nom lors de la fusion avec le Racing Athlétic Carcassonnais pour devenir le Football Athlétic Carcassonnais.
Puis en 1999, le club connaît une nouvelle fusion avec le Villalbe Carcassonne XI et devient le Football Association Carcassonne Villalbe avant de changer de nom en 2013 pour devenir le Football Agglomération Carcassonne.
| Football Club Carcassonnais (....-1975)   | Football Club Carcassonnais (....-1975)   | Football Club Carcassonnais (....-1975)   | Football Club Carcassonnais (....-1975)   | Football Club Carcassonnais (....-1975)   | Football Club Carcassonnais (....-1975)   |  |  | Club Olympique Carcassonnais (1947-1975)              | Club Olympique Carcassonnais (1947-1975)    | Club Olympique Carcassonnais (1947-1975)    | Club Olympique Carcassonnais (1947-1975)    | Club Olympique Carcassonnais (1947-1975)    | Club Olympique Carcassonnais (1947-1975)    |  |  | Fajac Athlétic Club (....-1975) | Fajac Athlétic Club (....-1975) | Fajac Athlétic Club (....-1975) | Fajac Athlétic Club (....-1975) | Fajac Athlétic Club (....-1975) | Fajac Athlétic Club (....-1975) |  |  |  |  |  |  |  |  |  |  |  |  |  |  |  |  |
| Football Club Carcassonnais (....-1975)   | Football Club Carcassonnais (....-1975)   | Football Club Carcassonnais (....-1975)   | Football Club Carcassonnais (....-1975)   | Football Club Carcassonnais (....-1975)   | Football Club Carcassonnais (....-1975)   |  |  | Club Olympique Carcassonnais (1947-1975)              | Club Olympique Carcassonnais (1947-1975)    | Club Olympique Carcassonnais (1947-1975)    | Club Olympique Carcassonnais (1947-1975)    | Club Olympique Carcassonnais (1947-1975)    | Club Olympique Carcassonnais (1947-1975)    |  |  | Fajac Athlétic Club (....-1975) | Fajac Athlétic Club (....-1975) | Fajac Athlétic Club (....-1975) | Fajac Athlétic Club (....-1975) | Fajac Athlétic Club (....-1975) | Fajac Athlétic Club (....-1975) |  |  |  |  |  |  |  |  |  |  |  |  |  |  |  |  |
|                                           |                                           |                                           |                                           |                                           |                                           |  |  |                                                       |                                             |                                             |                                             |                                             |                                             |  |  |                                 |                                 |                                 |                                 |                                 |                                 |  |  |  |  |  |  |  |  |  |  |  |  |  |  |  |  |
| Carcassonne XI (....-1982)                | Carcassonne XI (....-1982)                | Carcassonne XI (....-1982)                | Carcassonne XI (....-1982)                | Carcassonne XI (....-1982)                | Carcassonne XI (....-1982)                |  |  | Entente Sportive Carcassonnaise (1975-1982)           | Entente Sportive Carcassonnaise (1975-1982) | Entente Sportive Carcassonnaise (1975-1982) | Entente Sportive Carcassonnaise (1975-1982) | Entente Sportive Carcassonnaise (1975-1982) | Entente Sportive Carcassonnaise (1975-1982) |  |  |                                 |                                 |                                 |                                 |                                 |                                 |  |  |  |  |  |  |  |  |  |  |  |  |  |  |  |  |
| Carcassonne XI (....-1982)                | Carcassonne XI (....-1982)                | Carcassonne XI (....-1982)                | Carcassonne XI (....-1982)                | Carcassonne XI (....-1982)                | Carcassonne XI (....-1982)                |  |  | Entente Sportive Carcassonnaise (1975-1982)           | Entente Sportive Carcassonnaise (1975-1982) | Entente Sportive Carcassonnaise (1975-1982) | Entente Sportive Carcassonnaise (1975-1982) | Entente Sportive Carcassonnaise (1975-1982) | Entente Sportive Carcassonnaise (1975-1982) |  |  |                                 |                                 |                                 |                                 |                                 |                                 |  |  |  |  |  |  |  |  |  |  |  |  |  |  |  |  |
|                                           |                                           |                                           |                                           |                                           |                                           |  |  |                                                       |                                             |                                             |                                             |                                             |                                             |  |  |                                 |                                 |                                 |                                 |                                 |                                 |  |  |  |  |  |  |  |  |  |  |  |  |  |  |  |  |
| Racing Athlétic Carcassonnais (....-1988) | Racing Athlétic Carcassonnais (....-1988) | Racing Athlétic Carcassonnais (....-1988) | Racing Athlétic Carcassonnais (....-1988) | Racing Athlétic Carcassonnais (....-1988) | Racing Athlétic Carcassonnais (....-1988) |  |  | Carcassonne Football Club (1982-1988)                 | Carcassonne Football Club (1982-1988)       | Carcassonne Football Club (1982-1988)       | Carcassonne Football Club (1982-1988)       | Carcassonne Football Club (1982-1988)       | Carcassonne Football Club (1982-1988)       |  |  |                                 |                                 |                                 |                                 |                                 |                                 |  |  |  |  |  |  |  |  |  |  |  |  |  |  |  |  |
| Racing Athlétic Carcassonnais (....-1988) | Racing Athlétic Carcassonnais (....-1988) | Racing Athlétic Carcassonnais (....-1988) | Racing Athlétic Carcassonnais (....-1988) | Racing Athlétic Carcassonnais (....-1988) | Racing Athlétic Carcassonnais (....-1988) |  |  | Carcassonne Football Club (1982-1988)                 | Carcassonne Football Club (1982-1988)       | Carcassonne Football Club (1982-1988)       | Carcassonne Football Club (1982-1988)       | Carcassonne Football Club (1982-1988)       | Carcassonne Football Club (1982-1988)       |  |  |                                 |                                 |                                 |                                 |                                 |                                 |  |  |  |  |  |  |  |  |  |  |  |  |  |  |  |  |
|                                           |                                           |                                           |                                           |                                           |                                           |  |  |                                                       |                                             |                                             |                                             |                                             |                                             |  |  |                                 |                                 |                                 |                                 |                                 |                                 |  |  |  |  |  |  |  |  |  |  |  |  |  |  |  |  |
| Villalbe Carcassonne XI (1990-1999)       | Villalbe Carcassonne XI (1990-1999)       | Villalbe Carcassonne XI (1990-1999)       | Villalbe Carcassonne XI (1990-1999)       | Villalbe Carcassonne XI (1990-1999)       | Villalbe Carcassonne XI (1990-1999)       |  |  | Football Athlétic Carcassonnais (1988-1999)           | Football Athlétic Carcassonnais (1988-1999) | Football Athlétic Carcassonnais (1988-1999) | Football Athlétic Carcassonnais (1988-1999) | Football Athlétic Carcassonnais (1988-1999) | Football Athlétic Carcassonnais (1988-1999) |  |  |                                 |                                 |                                 |                                 |                                 |                                 |  |  |  |  |  |  |  |  |  |  |  |  |  |  |  |  |
| Villalbe Carcassonne XI (1990-1999)       | Villalbe Carcassonne XI (1990-1999)       | Villalbe Carcassonne XI (1990-1999)       | Villalbe Carcassonne XI (1990-1999)       | Villalbe Carcassonne XI (1990-1999)       | Villalbe Carcassonne XI (1990-1999)       |  |  | Football Athlétic Carcassonnais (1988-1999)           | Football Athlétic Carcassonnais (1988-1999) | Football Athlétic Carcassonnais (1988-1999) | Football Athlétic Carcassonnais (1988-1999) | Football Athlétic Carcassonnais (1988-1999) | Football Athlétic Carcassonnais (1988-1999) |  |  |                                 |                                 |                                 |                                 |                                 |                                 |  |  |  |  |  |  |  |  |  |  |  |  |  |  |  |  |
|                                           |                                           |                                           |                                           |                                           |                                           |  |  |                                                       |                                             |                                             |                                             |                                             |                                             |  |  |                                 |                                 |                                 |                                 |                                 |                                 |  |  |  |  |  |  |  |  |  |  |  |  |  |  |  |  |
|                                           |                                           |                                           |                                           |                                           |                                           |  |  | Football Association Carcassonne Villalbe (1999-2013) |                                             |                                             |                                             |                                             |                                             |  |  |                                 |                                 |                                 |                                 |                                 |                                 |  |  |  |  |  |  |  |  |  |  |  |  |  |  |  |  |
|                                           |                                           |                                           |                                           |                                           |                                           |  |  |                                                       |                                             |                                             |                                             |                                             |                                             |  |  |                                 |                                 |                                 |                                 |                                 |                                 |  |  |  |  |  |  |  |  |  |  |  |  |  |  |  |  |
|                                           |                                           |                                           |                                           |                                           |                                           |  |  | Football Agglomération Carcassonne (2013-Aujourd’hui) |                                             |                                             |                                             |                                             |                                             |  |  |                                 |                                 |                                 |                                 |                                 |                                 |  |  |  |  |  |  |  |  |  |  |  |  |  |  |  |  |

## Palmarès et records
À l'issue de la saison 2017-2018, le Football Agglomération Carcassonne totalise 13 participations en CFA 2 ou assimilé.
Le tableau ci-dessous récapitule tous les matchs officiels disputés par le club dans les différentes compétitions nationales à l'issue de la saison 2017-2018 :
| Championnats                 | Saisons | Titres | J   | G   | N   | P   | Bp  | Bc  | Diff |
| Nationale 3/CFA 2            | 13      | 0      | 376 | 140 | 115 | 121 | 512 | 450 | +62  |
| Division d'Honneur           | 16      | 1      | 384 | 132 | 92  | 160 | 552 | 583 | -31  |
| Division d'Honneur Régionale | 2       | 1      |     |     |     |     |     |     |      |
| Coupes nationales            | Saisons | Titres | J   | G   | N   | P   | Bp  | Bc  | Diff |
| Coupe de France              | 9       | 0      |     |     |     |     |     |     |      |

### Palmarès
Le palmarès du club se compose d'une victoire en Division d'honneur du Languedoc-Roussillon.
| Compétitions nationales | Compétitions régionales |
| - Championnat de France amateur 2 - Meilleur classement : 3e en 1997, 1998 et 2005. - Coupe de France - Meilleure performance : 1/8e de finaliste en 2001. | - Division d'honneur du Languedoc-Roussillon (1 titre) - Champion : 1994. - Division d'honneur régionale du Languedoc-Roussillon (1 titre) - Champion : 1990. |

## Structures du club
| \| Stade Jean-Claude Mazet Stade de Domairon Stade Albert-Domec \| Emplacement des différents stades à Carcassonne. |
| Stade Jean-Claude Mazet Stade de Domairon Stade Albert-Domec                                                        |

### Stades
Le stade principal du club est le stade Jean-Claude Mazet, également appelé stade Saint-Jacques dans les années 1980 et qui a succédé au stade originel du COC, le stade de Domairon.
Les dirigeants ont également utilisé pour des matchs important comme le huitième de finale de la Coupe de France, le stade Albert Domec qui est le stade destiné au sport le plus populaire dans la ville, le rugby et qui est l'antre de l'AS Carcassonne XIII et de l'US Carcassonnaise XV.

### Aspects juridiques et économiques

#### Organigramme
L'organigramme s'établit comme suit, :
| Direction                                                               | Sportif                       |
| ----------------------------------------------------------------------- | ----------------------------- |
| Président : Guillaume Bosom Secrétaire administrative : Sandrine Castro | Entraîneur : Stéphane Biakolo |

#### Sponsors et équipementiers
Lors de la saison 2023-2024, le FAC peut compter sur les partenaires majeurs suivants : la Mairie de Carcassonne, le groupe Nicollin et Suez.

## Joueurs et personnalités

### Joueurs emblématiques
- Farid Diaf (1990-1991)
- Gilles Gomez (1992-1998 et 2000-2001)
- Christophe Pélissier (1995-1996)
- Jacky N'Tazambi (1997-1998)
- Cédric Lubasa (2003-2005)
- David Le Frapper (2007-2008)

### Entraîneurs et présidents
Il y a eu plusieurs présidents à la tête du club depuis sa création. Le club a connu également plusieurs entraîneur qui se sont succédé tout au long de ces années.
| Rang | Nom                                    | Période     |  |
| ---- | -------------------------------------- | ----------- |  |
| ?    | ...                                    |             |  |
| ?    | Paul Cambolive                         | 1988-1991   |  |
| ?    | Jean-Pierre Laverny                    | 1991-1998   |  |
| ?    | Régis Banquet                          | 1998-2001   |  |
| ?    | Gilles Gomez                           | 2001-2002   |  |
| ?    | Bruno Iglesias                         | 2001-2002   |  |
| ?    | Karim Aït-Ouaret                       | 2002-2004   |  |
| ?    | Serge Gomez                            | 2004-2007   |  |
| ?    | David Le Frapper                       | 2007-2008   |  |
| ?    | Stéphane Guiraud                       | 2008        |  |
| ?    | Yohan Barclay                          | 2008        |  |
| ?    | Serge Gallardo                         | 2008-2011   |  |
| ?    | Éric Valognes                          | 2011-2012   |  |
| ?    | Serge Gallardo                         | 2011-2012   |  |
| ?    | Farid Diaf                             | 2012-2014   |  |
| ?    | Jean-Pascal Beaufreton Nordine Chamlal | 2014-2015   |  |
| ?    | Bruno Iglésias                         | ???         |  |
| ?    | Jean Ratabouil / Stéphane Biakolo      | Depuis 2021 |  |

| Rang | Nom                 | Période                    |  |
| ---- | ------------------- | -------------------------- |  |
| ?    | ...                 | ....-1975                  |  |
| ?    | Claude Rauffaste    | 1975-....                  |  |
| ?    | Jean Scotto         | ....-1990                  |  |
| ?    | Jean Labadie        | 1990-Juin 1998             |  |
| ?    | Patrick Janot       | Juin 1998-Juin 2000        |  |
| ?    | Jacques Grévoul     | Juin 2000-Janvier 2002     |  |
| ?    | Patrick Maillard    | Janvier 2002-Juin 2002     |  |
| ?    | Jean-Pierre Sabathe | 2002-2003                  |  |
| ?    | Bernard Durand      | 2002-2003                  |  |
| ?    | Bernard Durand      | Juin 2003-Juin 2004        |  |
| ?    | Jacques Perallon    | Juin 2004-Juin 2009        |  |
| ?    | Paul Escourrou      | Juin 2004-Juin 2009        |  |
| ?    | Jean-Claude Salmon  | Juin 2009-Juin 2011        |  |
| ?    | Didier Cebolla      | Juin 2011-Novembre 2011    |  |
| ?    | Marie-Eve Dumons    | Novembre 2011-Juillet 2012 |  |
| ?    | Lucien Flamant      | Juillet 2012-Avril 2014    |  |
| ?    | Jérôme Batx         | Avril 2014-???             |  |
| ?    | Guillaume Bosom     | Depuis Novembre 2021       |  |

| Rang | Nom                 | Période                    |  |
| ---- | ------------------- | -------------------------- |  |
| ?    | ...                 | ....-1975                  |  |
| ?    | Claude Rauffaste    | 1975-....                  |  |
| ?    | Jean Scotto         | ....-1990                  |  |
| ?    | Jean Labadie        | 1990-Juin 1998             |  |
| ?    | Patrick Janot       | Juin 1998-Juin 2000        |  |
| ?    | Jacques Grévoul     | Juin 2000-Janvier 2002     |  |
| ?    | Patrick Maillard    | Janvier 2002-Juin 2002     |  |
| ?    | Jean-Pierre Sabathe | 2002-2003                  |  |
| ?    | Bernard Durand      | 2002-2003                  |  |
| ?    | Bernard Durand      | Juin 2003-Juin 2004        |  |
| ?    | Jacques Perallon    | Juin 2004-Juin 2009        |  |
| ?    | Paul Escourrou      | Juin 2004-Juin 2009        |  |
| ?    | Jean-Claude Salmon  | Juin 2009-Juin 2011        |  |
| ?    | Didier Cebolla      | Juin 2011-Novembre 2011    |  |
| ?    | Marie-Eve Dumons    | Novembre 2011-Juillet 2012 |  |
| ?    | Lucien Flamant      | Juillet 2012-Avril 2014    |  |
| ?    | Jérôme Batx         | Avril 2014-???             |  |
| ?    | Guillaume Bosom     | Depuis Novembre 2021       |  |

### Autres équipes
La réserve carcassonnaise évolue en Départemental 2 dans le district de l'Aude en 2025-2026.
Les équipes de jeunes évoluent aux niveaux de la Ligue de Football d'Occitanie et du district de l'Aude.